# Olof Larsson Wikström

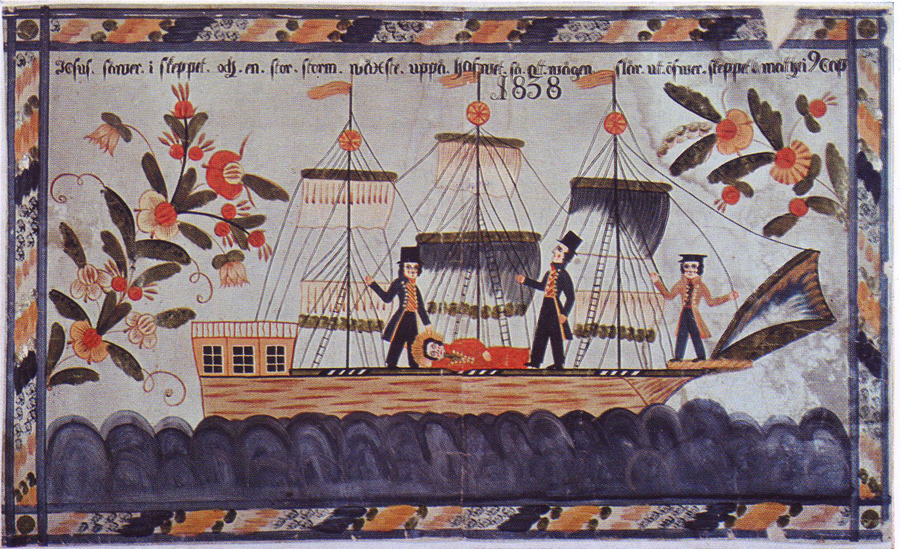
"Jesus såwer i skeppet och en stor storm wäxte uppå hafwet så att wågen slår ut öfwer skeppet, matthei 9 cap /1838"

Olof Larsson Wikström, född 25 juli 1803 i Övre Gärdsjö i Rättvik socken död 3 december 1864 i Basttjärn i Garpenbergs socken, var en dalmålare.
Han kom i unga år till Garpenbergs socken i södra Dalarna. Det finns ett tjugotal målningar av honom på Nordiska museet i Stockholm, Dalarnas museum i Falun, hos Torsåkers hembygdsförening och i Svante Svärdströms arkiv. Han var aktiv i By och Garpenbergs socknar och var länge bortglömd som dalmålare, och tidigare har en del målningar av Olof Larsson Wikström, tillskrivits hans bror Lars Wikström/Ryttare, då man har antagit att signaturen O.W.S. och O.L.S har blivit fel vid någon renovering, men i senare tids forskning har man hittat Olof Larsson Wikström i längderna och han får ta plats bland dalmålarna.

## Levnadsbeskrivning
Olof Larsson föddes den 25 juli 1803 i Övre Gärdsjö i Rättviks socken i Dalarna, som nummer fem i en syskonskara på sex barn.
Föräldrar var Lars Hansson Hjort och Anna Hansdotter (vars bror var dalmålare, Björ Anders Hansson), båda från Övre Gärdsjö.
När Olof Larsson var fyra år sändes hans sjuklige far (soldat nr 27 Hjort, Mora kompani) till Stralsund och dog där, bara 39 år gammal. När Lars var sju år så dog även hans mor, 47 år, så syskonen fick växa upp med den äldsta brodern, som var 12 år, som husbonde. I praktiken var det troligen den 16-åriga systern som skötte om småsyskonen.
Den 8 november 1824 flyttade Olof Larsson och Lars Larsson, en av hans äldre bröder som också var dalmålare, till By socken i Dalarna till sin äldre bror som flyttat dit ett par år tidigare. Olof fick vitsordet "snäll" i husförhörhörslängden i Rättvik. Olof arbetade som dräng och bodde ett kort tag i Bagghyttan och flyttade sen till Basttjärn i Garpenbergs socken i Dalarna där han träffade Brita Andersdotter, som var född den 28 juli 1803 i grannbyn Sotbo. De gifte sig den 14 april 1829 i Garpenberg och fortsatte sedan att bo i Basttjärn livet ut.
Redan i husförhörslängden för 1832–41 antecknades Olof som "ofärdig", och senare hamnade han i kategorin "fattighjon". Namnet Wikström dyker först upp i husförhörslängden för 1842–51. I födelseboken 1843, när yngste sonen föds och döps, så nämns att Olof Larsson är målare men Wikström nämns inte. Olof och Brita fick sex barn tillsammans, fyra söner och två döttrar.
Brita dog den 24 augusti 1850 och Olof blev ensamstående med två vuxna och tre yngre barn; då flyttade äldsta dottern hem efter att ha bott i Krommetsbo i Folkärna socken i Dalarna i fem år. Under de närmsta två åren flyttade de äldsta tre barnen hemifrån. Olof gifte om sig 14 oktober 1854 med Stina Wiklund från grannbyn Ljusfallet men hon dog redan den 18 maj 1856. Den 3 december 1864 dog Olof Larsson Wikström.
Olof Larsson Wikström har två signaturer som målare O.L.S. och O.W.S.

## Kända målningar
| Årtal                      | Titel/Beskrivning | Ursprung                                           | Arkivnr             | Signerad/ Tillskriven |
| -------------------------- | --- | -------------------------------------------------- | ------------------- | --------------------- |
| Nordiska museet            | |                                                    |                     |                       |
| 1829                       | .prinsäs.san. hon. blifwre. frälst. ¤ riddar. sant. göra. som. stridde. med. draken. och. han. öfwer. want. honom. /1829, drottningen. af. rika. arabien. till. att. för. söka. konung. salomo, med. gåtor. 2 Cröniko. bok./1829 | Stalbo, Nora Sn, Uppland                           |                     | tillskr.              |
| 1837                       | .om. para dis. lust. gård. kunskapät. träd. på. gått. och. ondt. 1 mose bok. 1 cap. 1837 | By Sn, Dalarna                                     | Nm.108.610          | tillskr.              |
| 1838                       | prinsäsan. hon. blifwer. fräls. / riddar. sant. göra. som. stridde. med. draken. 1.8.3.8. | By Sn, Dalarna                                     | Nm.108.606          | tillskr.              |
| 1838                       | .si. guds. Lamb. som. bårt. tager. wärdennes. sijnder. /1.8.3.8. | By Sn, Dalarna                                     | Nm.108.607          | tillskr.              |
| 1838                       | dråttningen. af. rika. ara bien. kommer. att. för. söka. konung. salmon. med. gåtor. 2 Crönika bok. 9 kap. 1838 | By Sn, Dalarna                                     | Nm.108.608          | tillskr.              |
| 1838                       | JEsus. såwer. i. skeppet. och. en. stor. storm. wäxte. uppå. hafvet. så. att. wågen. slår. utt. öfwer. skeppet/ matthei 9 cap. 1838 | By Sn, Dalarna                                     | Nm.108.609          | tillskr.              |
| 1838                       | .david. slår. gålgatt. till. döden. 1. samuels. bok. 17. cap 1838 | By Sn, Dalarna                                     | Nm.108.611          | tillskr.              |
| Dalarnas museum            | |                                                    |                     |                       |
| 1828                       | brudgum. och. brud. de. önskas. iskruden. hur. täcka. de. står. de. önska. sig. nöie. fängnad. och..löie. til. des. de. bli grå...AAS CED | By Sn, Dalarna                                     | Dm.10 603           | tillskr.              |
| 1828                       | här. spelas. och. här. dansas. se. den. lustiga. wärden 1828 | By Sn, Dalarna                                     | Dm.10 602           | tillskr.              |
| Torsåkers hembygdsförening | |                                                    |                     |                       |
| 1834                       | Jonas. warder. kastad i hafwet. sedan. låtten. fallit. på. honom. för. hwilkens. skull. en. sa. stor. storm. hadeupp. häwit. sig på. hafwt profeten iona 1 och 2 capitel. 1834 | Sörbo fäbodställe, Torsåker Sn, Gästrikland        |                     | tillskr.              |
| Svante Svärdströms arkiv   | |                                                    |                     |                       |
| 1828                       | den. wägen. är. smal. som. drager. till. liwfett. men. få. äro. de. som. finnas. på. honom.///1828/OLS, den, wägen är. bred. som. drager. till. för. dömelsen men. många. som. gå. på. honom, we. eder. som. nu. len. ty. i. skole. gråta., wiken. af. wägen. och. öfwer. gifwer. dänna. stigen willen. höra. mig. så. skolen. ifå. nyuta. lakxens.goda, herren. är. min. hiälp. att. iag. icke. faller |                                                    | K:SVT60             | OLS                   |
| 1830                       | såsom enros. i bland. törne. så. är. min. kiära. i bland. döttrarna. såsom. ett. äppleträ. i bland. skogsträ. så. är. min. wän i salmons. höga. wisa., 2 cap / 1830 |                                                    | K:SVT60             | tillskr.              |
| 1834                       | JEsus. gråter. öfwer. staden. gerusalem. och. för. kunner. des. under. gåg. att. dina. owenner. skola. tränga. digpåalla. sidor. luse. 19. cap. 1.8.3.4. |                                                    | K:SVT60             | tillskr.              |
| 1848                       | Elie. himmels. färd. 2 kon. bo. 2 C. p. 1848 | Oppgården, Ulvkilsbo, Österfärnebo Sn, Gästrikland | K:SVT motivregister | tillskr.              |
| 1848                       | de. tre. wise. männ. som. ifrån. öster. Landet. att. till. biedja. den. nüfödda. iuda. konungen | Oppgården, Ulvkilsbo, Österfärnebo Sn, Gästrikland | K:SVT motivregister | tillskr.              |
| 1848                       | du. går. modig. mätt. och. fager. jag. är. hungrig. skarp. och. mager. lika. fullt. är. jag. din. bror. siskon. utaf. samma mor. rika. mann. har. många. wänner. fatti. mannen. ingen. känner. gif. du. litet. för. guds. skull. herren. ger. dig. handen. full./ 1848 | Oppgården, Ulvkilsbo, Österfärnebo Sn, Gästrikland | K:SVT motivregister | tillskr.              |
| 1848                       | Jacob. bråttades. med. Gud 1 Mose b. 30 2 Cp. 1848 | Oppgården, Ulvkilsbo, Österfärnebo Sn, Gästrikland | K:SVT motivregister | tillskr..             |

### Kyrkoböcker, ur Uppsala landsarkiv
- Födelsebok för Rättviks Sn år 1803, c6

- Husförhörhörslängder för Rättviks Sn för åren 1796-1825, ai/7b sidan 63, ai/8b sidan 71 och ai/9b sidan 81

- Husförhörhörslängder för Garpenbergs Sn för åren 1821-31, ai/10 sidan 161, ai/11 sidan 259, ai/12 sidan 268, ai/13b sidan 373, ai/14 sidan 376

- Vigsellängd för Garpenbergs Sn för året 1829, ei/2

- Husförhörhörslängd för By Sn för åren 1816-1826, ai/12b sidan 1